# Péré (Charente-Maritime)
Péré ist eine ehemalige französische Gemeinde mit 352 Einwohnern (Stand: 1. Januar 2022) im Département Charente-Maritime in der Region Nouvelle-Aquitaine; sie gehört zum Arrondissement Rochefort und ist Teil des Kantons Surgères. Die Einwohner werden Péréens genannt.

## Geographie
Péré liegt etwa 24 Kilometer östlich von La Rochelle in der historischen Region Aunis. Umgeben wird Péré von den Ortschaften Chambon im Norden und Westen, Surgères im Osten, Saint-Germain-de-Marencennes im Süden und Südosten sowie Landrais im Südwesten.

## Geschichte
Zum 1. März 2018 wurde die Gemeinde mit Saint-Germain-de-Marencennes zur Commune nouvelle Saint-Pierre-la-Noue vereinigt.

## Bevölkerungsentwicklung
| Jahr                      | 1962 | 1968 | 1975 | 1982 | 1990 | 1999 | 2006 | 2013 |
| Einwohner                 | 264  | 288  | 286  | 275  | 331  | 328  | 335  | 407  |
| Quelle: Cassini und INSEE |      |      |      |      |      |      |      |      |

## Sehenswürdigkeiten

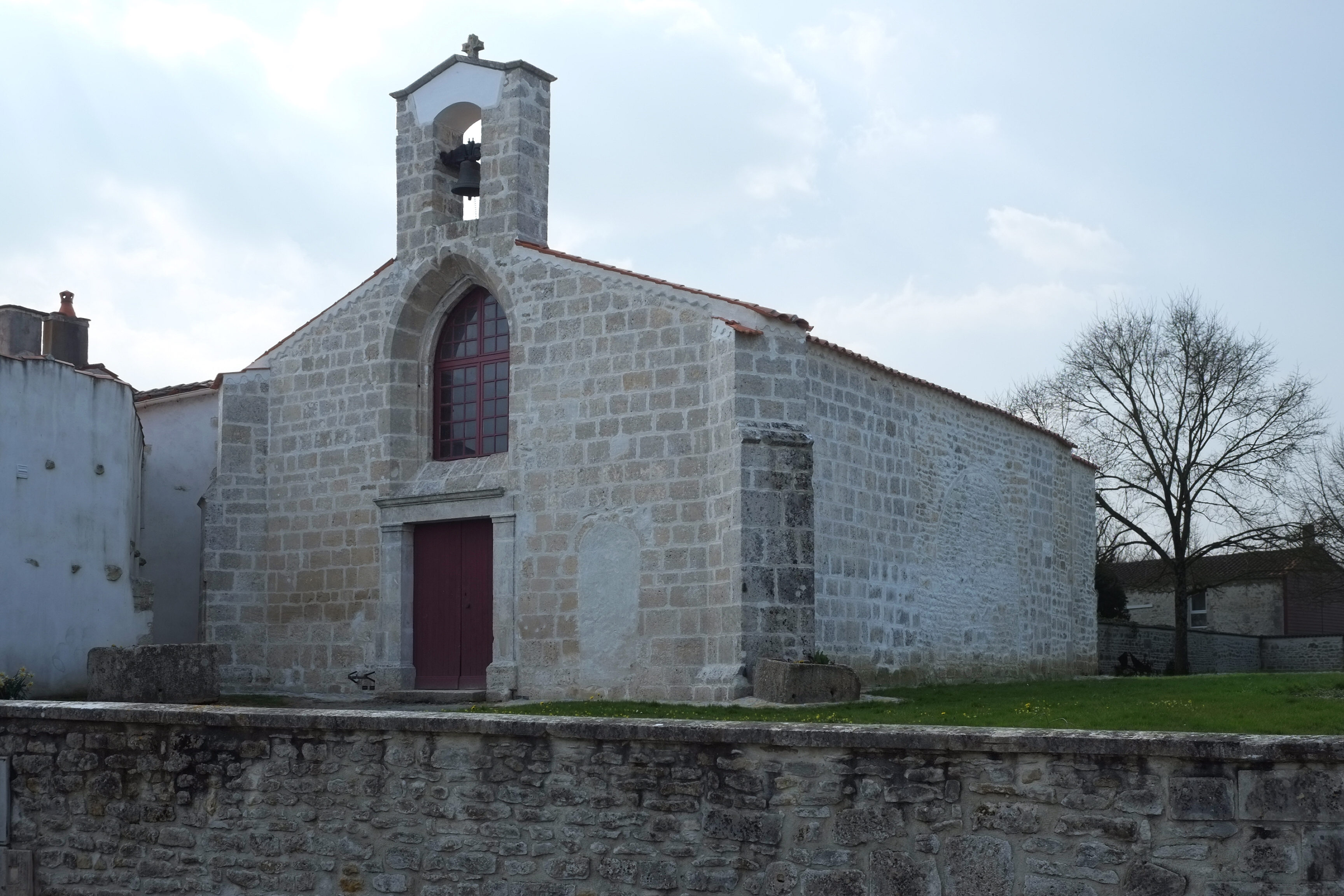
Kirche Saint-Martin

- Kirche Saint-Martin